# 988
| [ Edytuj tabelę ]              |                                             |
| Książę Polski                  | - 960 Mieszko I 992                         |
| Król Anglii                    | - 978 Ethelred II Bezradny 1016             |
| Hrabia Aragonii i król Nawarry | - 970 Sancho II 994                         |
| Hrabia Barcelony               | - 947 Borrell II 992                        |
| Książę Bawarii                 | - 985 Henryk II Kłótnik 995                 |
| Książę Burgundii               | - 965 Odo-Henryk 1002                       |
| Cesarz Bizancjum               | - 976 Bazyli II Bułgarobójca 1025           |
| Car Bułgarii                   | - 977 Roman 997 - 976 Samuel Komitopul 1014 |
| Cesarz Chin                    | - 976 Song Taizong 997                      |
| Książę Czech                   | - 972 Bolesław II Pobożny 999               |
| Król Danii                     | - 987 Swen Widłobrody 1014                  |
| Władca Egiptu                  | - 975 Al-Aziz 996                           |
| Król Francji                   | - 987 Hugo Kapet 996                        |
| Król Gruzji                    | - 961 Dawid III 1001                        |
| Hrabia Holandii                | - 939 Dirk II 988 - 988 Arnulf 993          |
| Cesarz Japonii                 | - 986 Ichijō 1011                           |
| Kalif                          | - 974 At-Ta’i 991                           |
| Hrabia Kastylii                | - 970 Garcia I Fernandez 995                |
| Król Khmerów                   | - 968 Dżajawarman V 1001                    |
| Wielki książę Kijowa           | - 978 Włodzimierz I Wielki 1015             |
| Patriarcha Konstantynopola     | - 984 Mikołaj II Chryzoberges 996           |
| Władca Korei                   | - 981 Sŏngjong 997                          |
| Król Leónu                     | - 984 Bermudo II 999                        |
| Król Munsteru                  | - 978 Brian Śmiały 1014                     |
| Król Norwegii                  | - 987 Swen Widłobrody 994                   |
| Hrabia Palatynatu              | - 945 Hermann Pusillus 994                  |
| Papież                         | - 985 Jan XV 996                            |
| Hrabia Portugalii              | - 950 Gonçalo Mendes 999                    |
| Książę Saksonii                | - 973 Bernard I 1011                        |
| Król Szkocji                   | - 971 Kenneth II 995                        |
| Król Szwecji                   | - 970 Eryk Zwycięski 995                    |
| Doża Wenecji                   | - 979 Tribuno Memmo 991                     |
| Książę Węgier                  | - 970 Gejza 997                             |
| Cesarz Wietnamu                | - 980 Lê Hoàn 1005                          |

Rok 988 / CMLXXXVIII
stulecia: IX wiek ~
X wiek ~
XI wiek

lata: 978 «
983 «
984 «
985 «
986 «
987 «
988
» 989
» 990
» 991
» 992
» 993
» 998

## Wydarzenia w Polsce
- Nastała powódź – pierwsza opisana w historii Polski.
- Według niektórych źródeł wtedy właśnie Kraków i kraj Wiślan (dzisiejsza Małopolska) zostały odebrane Czechom i przyłączone do państwa Mieszka I.

## Wydarzenia na świecie
- Europa
  - 30 marca – Baldwin IV został hrabią Flandrii.
  - Połączenie biskupstwa w Aarhus (Dania) z biskupstwem Ribe.
  - Chrzest Rusi[1] w obrządku greckim. Stało się to dzięki Włodzimierzowi I Wielkiemu.
  - Utworzono pierwsze biskupstwo (w Kijowie), podległe patriarsze Konstantynopola.

## Urodzili się
- Emma z Normandii, córka Ryszarda I, małżonka kolejno Etelreda II Bezradnego i Kanuta Wielkiego królowa Anglii

## Zmarli
- 30 marca – Arnulf II Młodszy, hrabia Flandrii (ur. 960 lub 961)
- 28 kwietnia – Adalag, arcybiskup Hamburga-Bremy (ur. ok. 900)
- 8 maja – Dirk II, graf Holandii i Zachodniej Fryzji (ur. 930)
- 19 maja – święty Dunstan z Canterbury (ur. ok. 909)